# Comuna Sorø (1970-2006)
Sorø (Sorø Kommune) a fost o comună din comitatul Vestsjællands Amt, Danemarca, care a existat între anii 1970-2006. Comuna avea o suprafață totală de 149,32 km² și o populație de 15.198 de locuitori (în 2003), iar din 2007 teritoriul său face parte din comuna Sorø.
1. ↑  Danske borgmestre 1970-2018 (PDF)